# II съезд РСДРП
II съезд Росси́йской социа́л-демократи́ческой рабо́чей па́ртии проходил с 17 (30) июля по 10 (23) августа 1903 года. До 24 июля (6 августа) работал в Брюсселе, но бельгийская полиция вынудила делегатов покинуть страну, и съезд перенёс свои заседания в Лондон. Фактически учредительный съезд РСДРП.
Большой вклад в организацию съезда внесла редакция газеты «Искра» ().
Всего было 37 заседаний (13 — в Брюсселе и 24 — в Лондоне). Были представлены 26 организаций: группа «Освобождение труда», русская организация «Искры», Петербургский комитет, Петербургская рабочая организация, Московский комитет, Харьковский комитет, Киевский комитет, Одесский комитет, Николаевский комитет, Крымский союз, Донской комитет, Союз горнозаводских рабочих, Екатеринославский комитет, Саратовский комитет, Тифлисский комитет, Бакинский комитет, Батумский комитет, Уфимский комитет, Северный рабочий союз, Сибирский союз, Тульский комитет, заграничный комитет Бунда, ЦК Бунда, «Заграничная лига русской революционной социал-демократии», «Союз русских социал-демократов за границей», группа «Южный рабочий». Всего участвовало 43 делегата с 51 решающим голосом (так как многие комитеты не могли прислать нужного числа депутатов, некоторые депутаты имели по два мандата) и 14 делегатов с совещательным голосом, представлявших несколько тысяч членов партии. (См.: Список делегатов II съезда РСДРП).
На съезде произошёл раскол РСДРП на две фракции: большевиков и меньшевиков, сохранившийся вплоть до полного разделения в 1917 году.

## Подготовка
Подготовка съезда ознаменовалась борьбой за влияние между группой искровцев (Ленин) и «Союзом Русских Социал-Демократов» (Плеханов). Сознавая необходимость организационного строительства и выработки партийной программы, с одной стороны, и стараясь закрепить свое идейное и личное влияние в партии, с другой, группа «Искры» занялась подготовкой партийного съезда. Тем же вопросом занимался и «Союз Русских Социал-Демократов», который считался представителем «экономизма» и который созывом съезда стремился упрочить свое положение и не дать искровцам завладеть центральной властью в новой партии. В 1900 году «Союз» распространил воззвание с предложением созвать II Съезд. Результатом стала состоявшаяся в апреле 1902 года конференция в Белостоке, на которую съехались как представители «искровского» направления, так и представители «Союза». Конференция выбрала Оргкомитет и поручила ему подготовку Съезда, но вскоре все участники конференции были арестованы, включая и Оргкомитет. Воспользовавшись провалом 1-го комитета, искровцы созвали в Белостоке в октябре того же года новую конференцию, на которую уже не пригласили представителей от «Союза» и «Бунда». Конференция выбрала 2-й Оргкомитет, чисто «искровского» направления, который и занялся подготовкой съезда. При этом, действуя через своих представителей на местах, оргкомитет добился того, что большинство избранных на съезд делегатов оказалось сторонниками «Искры». Несогласные организации были отстранены от съезда под разными предлогами.

## Открытие

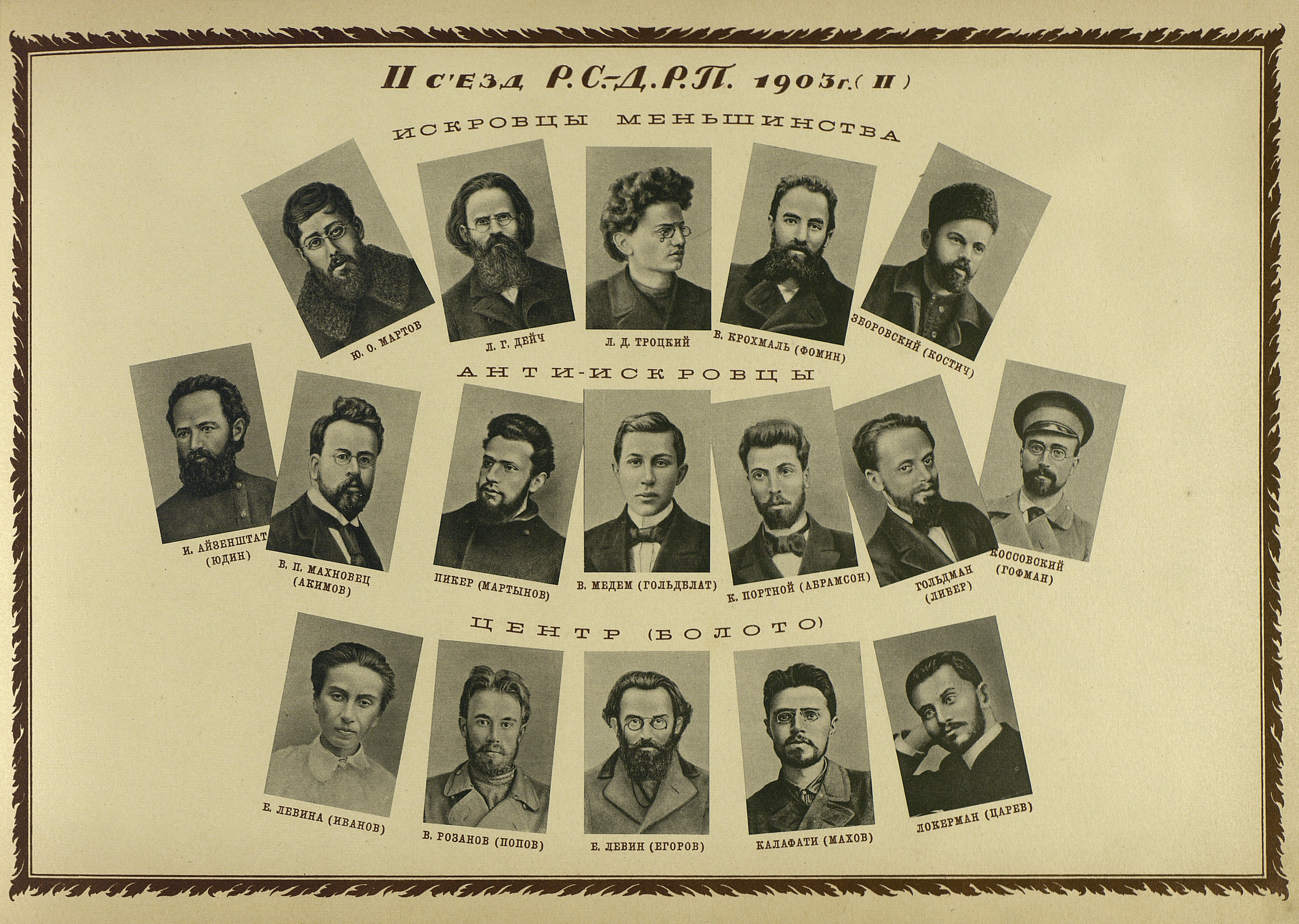
Делегаты съезда

Съезд открылся вступительной речью Георгия Плеханова.
Повестка дня:
1. Конституирование съезда. Выборы бюро. Установление регламента съезда и порядка дня. Доклад Организационного комитета (ОК) — докладчик В. Н. Розанов (Попов); отчёт комиссии по проверке мандатов и по определению состава съезда — Б. А. Гинзбург (Кольцов).
2. Место Бунда в РСДРП — докладчик Либер (М. И. Гольдман), содокладчик Л. Мартов (Ю. О. Цедербаум).
3. Программа партии.
4. Центральный орган партии.
5. Делегатские доклады.
6. Организация партии (обсуждение организационного устава партии) — докладчик В. И. Ленин.
7. Районные и национальные организации — докладчик уставной комиссии В. А. Носков (Глебов).
8. Отдельные группы партии — вступительная речь В. И. Ленина.
9. Национальный вопрос.
10. Экономическая борьба и профессиональное движение.
11. Празднование 1 Мая.
12. Международный социалистический конгресс в Амстердаме 1904 года.
13. Демонстрации и восстания.
14. Террор.
15. Внутренние вопросы партийной работы:
  1. постановка пропаганды,
  2. постановка агитации,
  3. постановка партийной литературы,
  4. постановка работы в крестьянстве,
  5. постановка работы в войске,
  6. постановка работы среди учащихся,
  7. постановка работы среди сектантов.
16. Отношение РСДРП к эсерам.
17. Отношение РСДРП к русским либеральным течениям.
18. Выборы ЦК и редакции центрального органа (ЦО) партии.
19. Выборы Совета партии.
20. Порядок оглашения решений и протоколов съезда, а равно и порядок вступления в отправление своих обязанностей избранных должностных лиц и учреждений. Вопрос об уставе партии обсуждался по пункту 6 порядка дня.

## РСДРП и Бунд
Разногласия на съезде начались с проблемы Бунда. Бундовцы требовали автономии внутри партии с правом вырабатывать собственную политику по проблемам евреев, а также признание Бунда единственным представителем партии среди трудящихся евреев. Ленин от имени «искровцев» организовал выступления евреев Ю. Мартова (Цедербаума) и Л. Троцкого (Бронштейна), которые были сторонниками ассимиляции. В результате съезд принял резолюцию против автономии Бунда (см. также «Национальный вопрос»).

## Программа
Подготовку проекта программы начали редакции «Искры» и «Зари». В 1901 году Съезду представили проект, в котором была учтена большая часть поправок и дополнений, внесённых Лениным в два проекта программы Плеханова. Обсуждение программы заняло девять заседаний съезда: обсуждались вопросы диктатуры пролетариата, пролетарский характер партии и её роль в освободительном движении в России, а также аграрная программа и национальный вопрос.

### Роль и характер партии
Ленин настоял на том, чтобы в редакционном проекте были ясно сформулированы основные положения марксизма о диктатуре пролетариата (в этом вопросе Плеханов проявил колебания), о гегемонии пролетариата в революционной борьбе, подчёркнуты пролетарский характер партии и её руководящая роль в освободительном движении в России. «Экономисты» Акимов (Владимир Махновец), Пиккер (Александр Мартынов) и бундовец М. И. Либер выступили против включения в программу пункта о диктатуре пролетариата, ссылаясь на то, что в программах западноевропейских социал-демократических партий этот пункт отсутствует. Л. Троцкий заявил, что осуществление диктатуры пролетариата возможно лишь тогда, когда пролетариат станет большинством «нации» и когда партия и рабочий класс будут «наиболее близки к отождествлению», то есть сольются. Характеризуя взгляды оппонентов как социал-реформистские, Ленин говорил, что «они дошли… до оспаривания диктатуры пролетариата…» (там же, т. 7, с. 271). Ленин резко выступил против попытки «экономистов» Мартынова и Акимова внести поправки в программу.

### Аграрная программа
Принципиальные разногласия выявились и при обсуждении аграрной части программы, в частности по проблеме союза рабочего класса и крестьянства. Ленин настоял на признании крестьянства как союзника пролетариата, обосновал революционное требование возвращения «отрезков» как уничтожение одного из остатков крепостничества и необходимость различия требований аграрной программы во время буржуазно-демократической и социалистической революций. Этот подход представлял собой творческое развитие марксизма в исторически-конкретных условиях России начала XX века (где бурное развитие капитализма сочеталось с доминированием сельского хозяйства в экономике, глубоко укоренившимися пережитками феодализма на селе и преобладанием крестьянского населения).

### О социалистах-революционерах
Была вынесена следующая резолюция :
Съезд констатируетъ, что «соціалисты-революціонеры» являются не болѣе, какъ буржуазно-демократической фракціей, принципіалъное отношеніе къ которой со стороны соціалъ-демократіи не можетъ быть иное, чѣмъ къ либеральнымъ представителямъ буржуазіи вообще. Принимая затѣмъ во вниманіе: а) что свои буржуазныя тенденціи «соціалисты-революціонеры» преслѣдуютъ подъ флагомъ соціализма и б) что, кромѣ того, или именно потому, какъ буржуазно-революціонныя фракціи оказываются совершенно несостоятельными, Съѣздъ считаетъ ихъ дѣятельность вредной не только для политическаго развитія пролетаріата, но и для общедемократической борьбы противъ абсолютизма.

### Национальный вопрос
Дискуссия возникла по вопросу о праве наций на самоопределение. Против него выступали польские социал-демократы и бундовцы. Поляки считали, что этот пункт будет на руку польским националистам. Бундовцы выступали за культурно-национальную автономию евреев. Консенсуса по данному вопросу достичь не удалось, и фракция Бунда покинула съезд.

### Результат
После изменения числа делегатов съезд утвердил «искровскую» программу, состоящую из двух частей — «программы-максимум» и «программы-минимум». В программе-максимум говорилось о конечной цели партии — организации социалистического общества и об условии осуществления этой цели — социалистической революции и диктатуре пролетариата. Программа-минимум освещала ближайшие задачи партии: свержение царского самодержавия, установление демократической республики, введение 8-часового рабочего дня, установление полного равноправия всех наций, утверждение их права на самоопределение, уничтожение остатков крепостничества в деревне, возвращение крестьянам отнятых у них помещиками земель («отрезков»).
После этого стало ясно, что произойдет раскол между «искровцами», «экономистами» и бундовцами. Но и среди самих «искровцев» тоже произошёл раскол.

### Состав редколлегии
Раскол начал проявляться ещё до съезда. В редакции «Искры» было шесть человек — Плеханов, Ленин, Мартов, Потресов, Аксельрод и Засулич. Число это было чётным, и часто в работе редакция приходила в патовое состояние, поскольку сторонники Ленина и его оппоненты имели равное количество голосов. Чтобы сделать работу редакции эффективной, в его представлении, Ленин предложил ввести седьмого — Троцкого, но Плеханов был категорически против, и тогда Ленин предложил сократить число редакторов — исключить Потресова, Аксельрода и Засулич по причине того, что он считал их плохими журналистами (Ленин приводил пример, что для 45 выпусков «Искры» Мартов написал 39 статей, сам Ленин — 32, Плеханов — 24, в то время как Засулич — 6, Аксельрод — 4, Потресов — 8). Этим предложением Ленин вызвал обвинение, что он стремится господствовать в партии.

### Устав
При обсуждении проекта устава развернулась дискуссия между Мартовым и Лениным по вопросу членства в партии (§ 1). По версии Мартова и его сторонников, членом партии мог считаться:

…всякий, принимающий её программу, поддерживающий партию материальными средствами и оказывающий ей регулярное личное содействие под руководством одной из её организаций.

Ленин настаивал на «личном участии в одной из партийных организаций».
В результате голосования съезд большинством в 28 голосов против 22 при 1 воздержавшемся принял первый параграф устава в формулировке Мартова. Все остальные параграфы устава были приняты без значительных разногласий.

## Органы управления
Съезд создал партийные центры: ЦО, ЦК и Совет партии. Было решено реформировать представительство за границей, где были две социал-демократические организации: «Заграничная лига русской революционной социал-демократии» и «Союз русских социал-демократов за границей». Съезд признал «Лигу» единственной заграничной организацией РСДРП. В знак протеста 2 представителя «Союза» ушли со съезда. Ушли также 5 бундовцев после того, как съезд отказался принять Бунд в РСДРП на началах федерации и отверг ультиматум Бунда о признании его единственным представителем еврейских рабочих в России.
Уход со съезда 7 делегатов изменил соотношение сил в пользу сторонников Ленина. В результате, именно они получили большинство мест при выборах в центральные органы.
В ЦК партии были избраны Г. М. Кржижановский, Ф. В. Ленгник (оба заочно) и В. А. Носков — делегат съезда с совещательным голосом. Все трое — сторонники Ленина.
Был избран также пятый член Совета партии — Плеханов (Совет партии состоял из 5 членов: 2 от редакции ЦО, 2 от ЦК, пятый член избирался съездом). Члены Совета партии после съезда: П. Б. Аксельрод, Ф. В. Ленгник, В. И. Ленин, Ю. О. Мартов и Г. В. Плеханов
В редакцию «Искры» были избраны Ленин, Мартов и Плеханов. Но Мартов отказался от работы в редакции.

### Изменения в руководстве партии после съезда
29 сентября (12 октября) 1903 года в состав ЦК были кооптированы Ф. В. Гусаров, Р. С. Землячка, Л. Б. Красин и М. М. Эссен.

8 (21) ноября 1903 года были также кооптированы В. И. Ленин и Л. Е. Гальперин.
19 июня (2 июля) 1904 года был арестован Ф.В. Ленгник, а в июле из состава ЦК вышли Г.М. Кржижановский и Ф. В. Гусаров и была выведена Р. С. Землячка. Также была арестована М. М. Эссен

Вместо них в июле 1904 года были кооптированы И. Ф. Дубровинский, Л. Я. Карпов и А. И. Любимов.
В ноябре 1904 года были кооптированы Е. М. Александрова-Жак, В. Н. Крохмаль и В. Н. Розанов.

7 (20) февраля 1905 года из состава ЦК был выведен В. И. Ленин, а 9 (22) февраля арестованы В.А. Носков, Л. Е. Гальперин, И. Ф. Дубровинский, Л. Я. Карпов, Е. М. Александрова-Жак, В. Н. Крохмаль и В. Н. Розанов.
Таким образом уже к марту 1905 года в ЦК оставались только Л. Б. Красин и А. И. Любимов.

## Резолюции
Изменение состава съезда позволило Ленину провести большинство резолюций съезда в собственной редакции: о месте Бунда в РСДРП, об экономической борьбе, о праздновании 1 Мая, о международном конгрессе, о демонстрациях, о терроре, о пропаганде, об отношении к учащейся молодёжи, о партийной литературе, о распределении сил. Съезд принял также решения по ряду тактических вопросов: об отношении к либеральной буржуазии, об отношении к эсерам, о профессиональной борьбе, о демонстрациях и др.

## Раскол

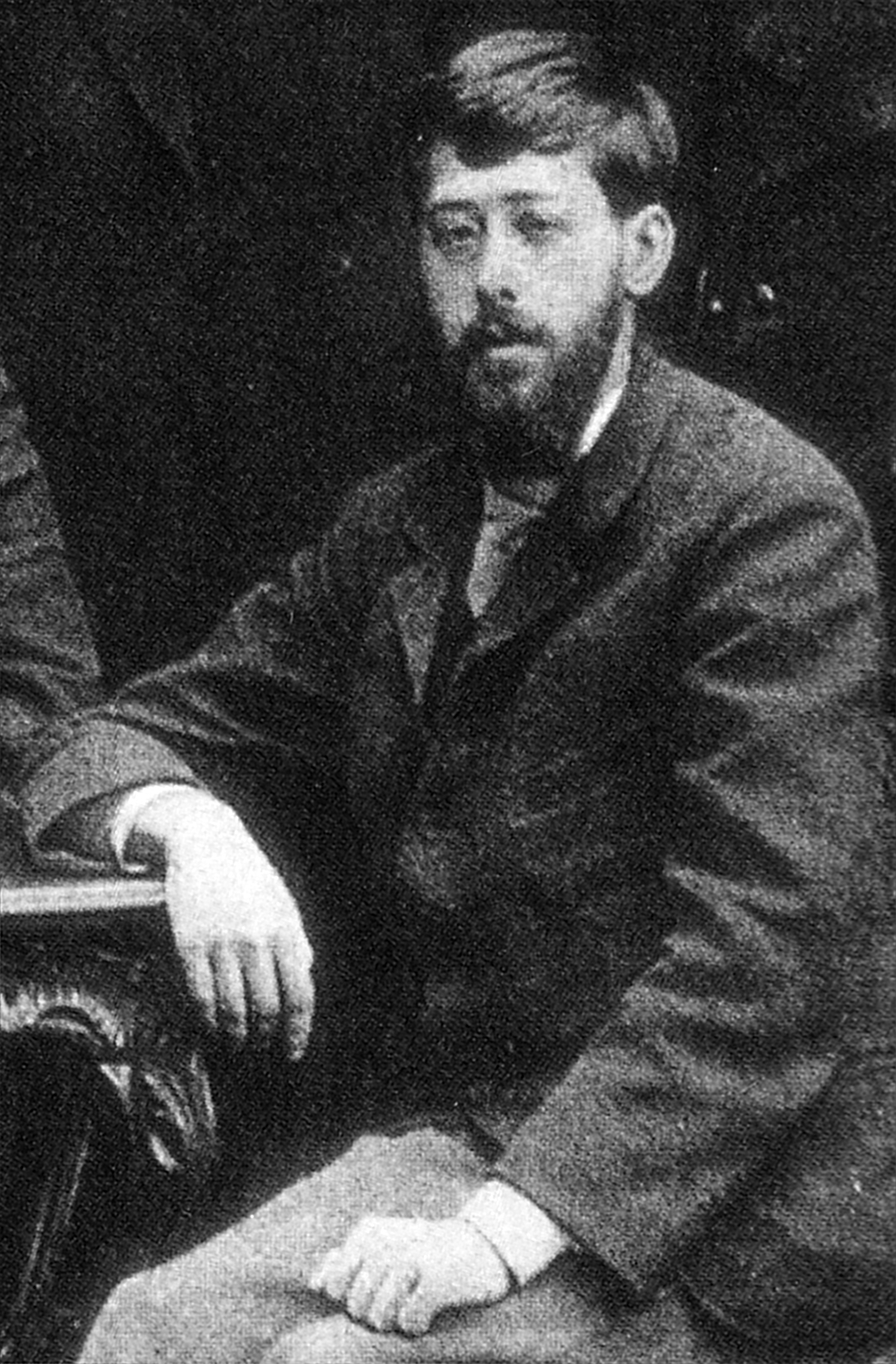
Лидер «меньшевиков» Ю. О. Мартов. Фото 1897 г.

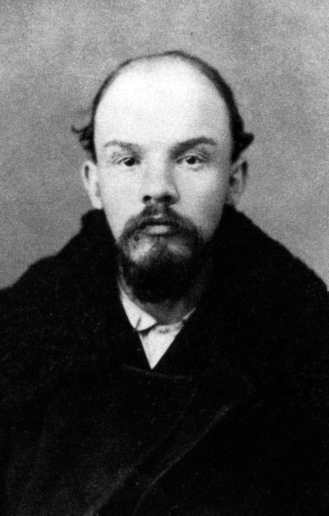
В. И. Ленин — лидер «большевиков». Фото 1895 г.

На де-факто учредительном съезде РСДРП произошёл раскол партии на две фракции: последователей Ленина и всех остальных. Сторонники Ленина стали называть себя большевиками, а своих оппонентов — меньшевиками. Эти названия надолго закрепились в советской партийной историографии.
Делегаты не смогли прийти к единому мнению по вопросу о принципах организации партии. Два видных теоретика российской революционной социал-демократии, Владимир Ленин и Юлий Мартов, предложили две различные редакции пункта о членстве в партии:
| Юлий Мартов | Владимир Ленин |
| --- | --- |
| «Членом РСДРП считается всякий, принимающий её программу, поддерживающий партию материальными средствами и оказывающий ей регулярное личное содействие под руководством одной из её организаций» | «Членом партии считается всякий, признающий её программу и поддерживающий партию как материальными средствами, так и личным участием в одной из партийных организаций» |

Несмотря на небольшую разницу в формулировке, именно она послужила формальной причиной раскола. Если Мартов выступал за массовую партию, членом которой мог быть как сознательный участник политических процессов, так и участник, нисколько не разбирающийся в политике, то Ленин выступал за кадровую партию, в которой каждый член был бы обязан принимать в политике личное участие. Существует мнение, что формальные разногласия между фракциями были трудноразличимы:

Разбираться во всей послесъездовской истории взаимоотношений в руководстве РСДРП довольно сложно, потому что из стенограмм съезда вовсе не следует, что между двуми частями (или группами) делегатов съезда были какие-то сверхпринципиальные разногласия.— Раскол в РСДРП после Второго съезда партии. www.agitclub.ru. Дата обращения: 29 марта 2019.
Среди историков нет единого мнения относительно смысла этого различия. Так, британский историк Р. Сервис полагает, что разница в определении была принципиальной: Мартову виделась партия, члены которой могли бы высказывать собственное мнение, Ленин же добивался подчинения партии центру. При голосовании по уставу сторонники Ленина проиграли.
Следующим пунктом обсуждения стал вопрос о редколлегии «Искры». Ленин рассчитывал занять в редколлегии центральное место, для чего первоначально планировал заключить альянс с Мартовым. Ленин негласно предложил Мартову сократить состав редколлегии с шести до трех человек, удалив из её состава Аксельрода, Потресова и Засулич. В результате Ленин и Мартов могли бы контролировать редколлегию, не считаясь с Плехановым, которого Ленин считал своим основным политическим конкурентом. Мартов на сделку не пошёл, тогда Ленин предложил Плеханову союз против Мартова и заручился его согласием.

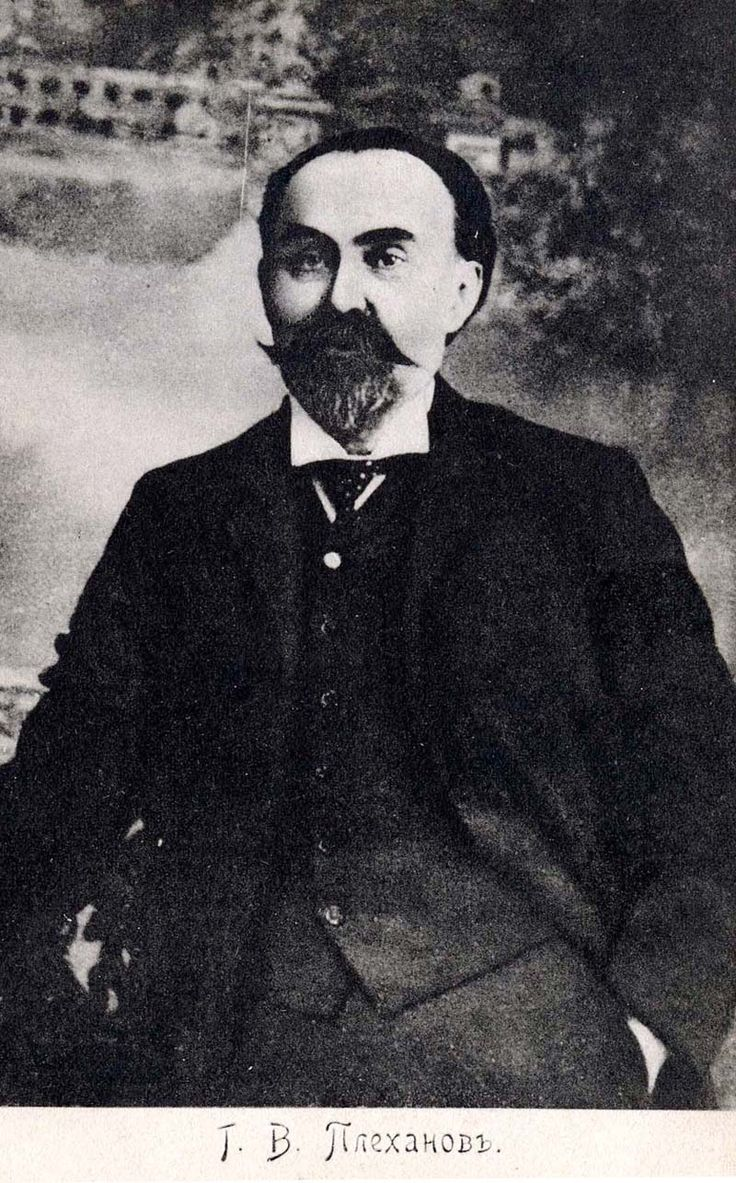
Один из основателей РСДРП Г. В. Плеханов

К моменту голосования состав съезда изменился: бундовцы и «экономисты», — потенциальные сторонники Мартова, — покинули съезд в знак протеста, поэтому на момент голосования большинство в зале составляли сторонники Ленина. В результате съезд принял вариант Ленина и примкнувшего к нему Плеханова: роль идейного руководства отводилась редколлегии «Искры» (т. н. центральный орган, ЦО), состоявшей из трех человек: Ленина, Мартова и Плеханова; для решения оргвопросов создавался Центральный комитет (ЦК) также из трех человек; для разрешения возможных конфликтов между редколлегией и ЦК учреждался Совет партии из пяти человек, в состав которого входили представители обоих органов. Именно после победы в этом голосовании Ленин придумал для своей фракции название «большевики», Мартов же стал называть своих сторонников «меньшевиками». Эти названия закрепились на все последующие годы.
Раскол партии был встречен в России с неодобрением. Как указывает Р. Сервис, разделение только что созданной партии на две фракции повергло российских марксистов в шоковое состояние. Многие товарищи по партии считали, что Ленин утратил чувство меры и призывали его прекратить конфликт с «меньшевиками»

## Значение
- Съезд имел историческое значение как де-факто учредительный съезд, объединивший разрозненные группы российских социал-демократов в политическую партию.
- Съезд организационно закрепил политическую роль Ленина как лидера радикального крыла РСДРП, названного им «большевиками». Ленин позднее писал:

Большевизм существует, как течение политической мысли и как политическая партия, с 1903 года.
— Ленин В. И. Детская болезнь «левизны» в коммунизме.
- Большое значение придавала съезду советская историография:

Съезд впервые в истории международного рабочего движения после смерти Карла Маркса и Фридриха Энгельса принял революционную программу, в которой выдвигалась как основная задача — борьба за диктатуру пролетариата.— [[Большая советская энциклопедия]]. 2-е изд. Т. 22. / Гл. ред. [[Введенский, Борис Алексеевич|Введенский Б. А.]] — С. 35—44. Дата обращения: 21 апреля 2013. Архивировано из оригинала 28 апреля 2013 года.

## В культуре
II съезд изображён Марком Алдановым в романе «Самоубийство» (1956—1957 годы). В 1993 году был снят телесериал Раскол, рассказывающий об этих событиях.

II съезд РСДРП в филателии
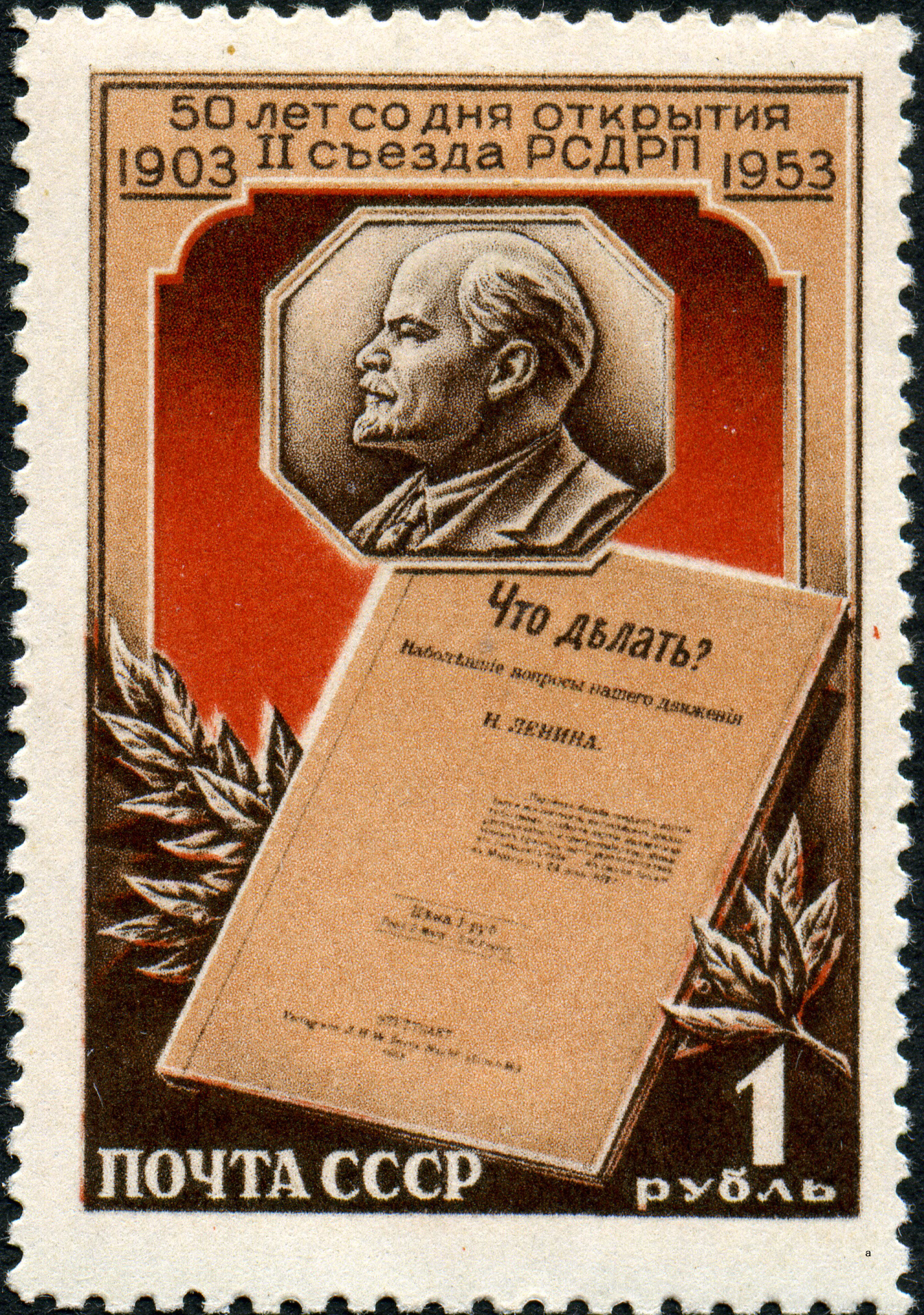
Почтовая марка, 1953 год. 50 лет II съезду РСДРП
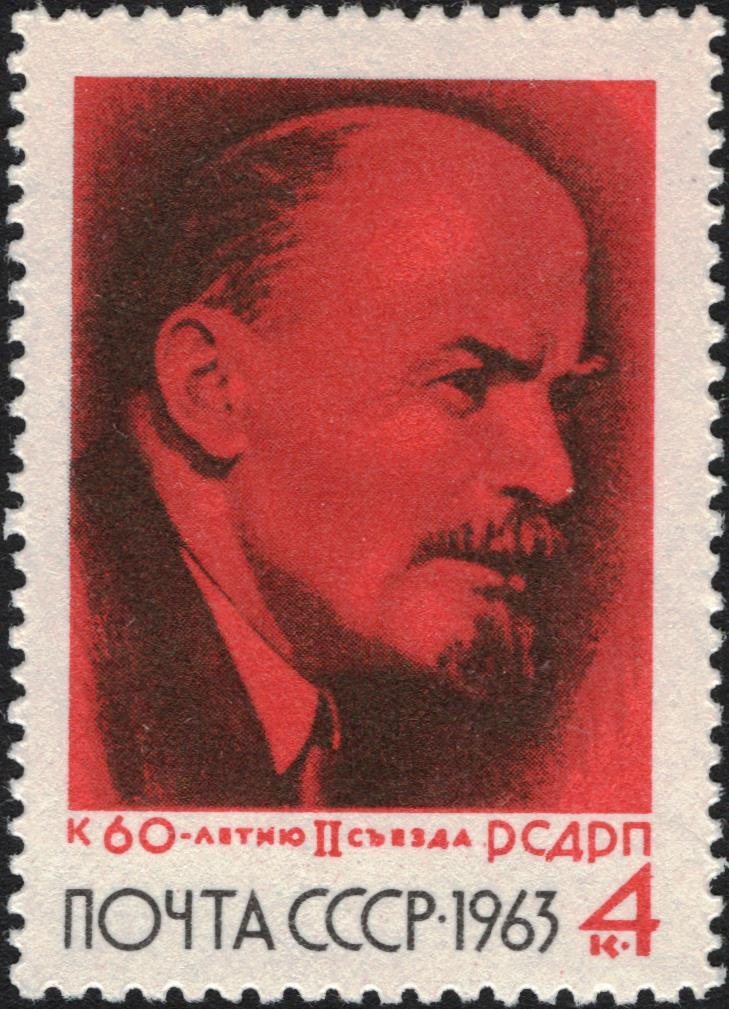
Почтовая марка, 1963 год. 60 лет II съезду РСДРП
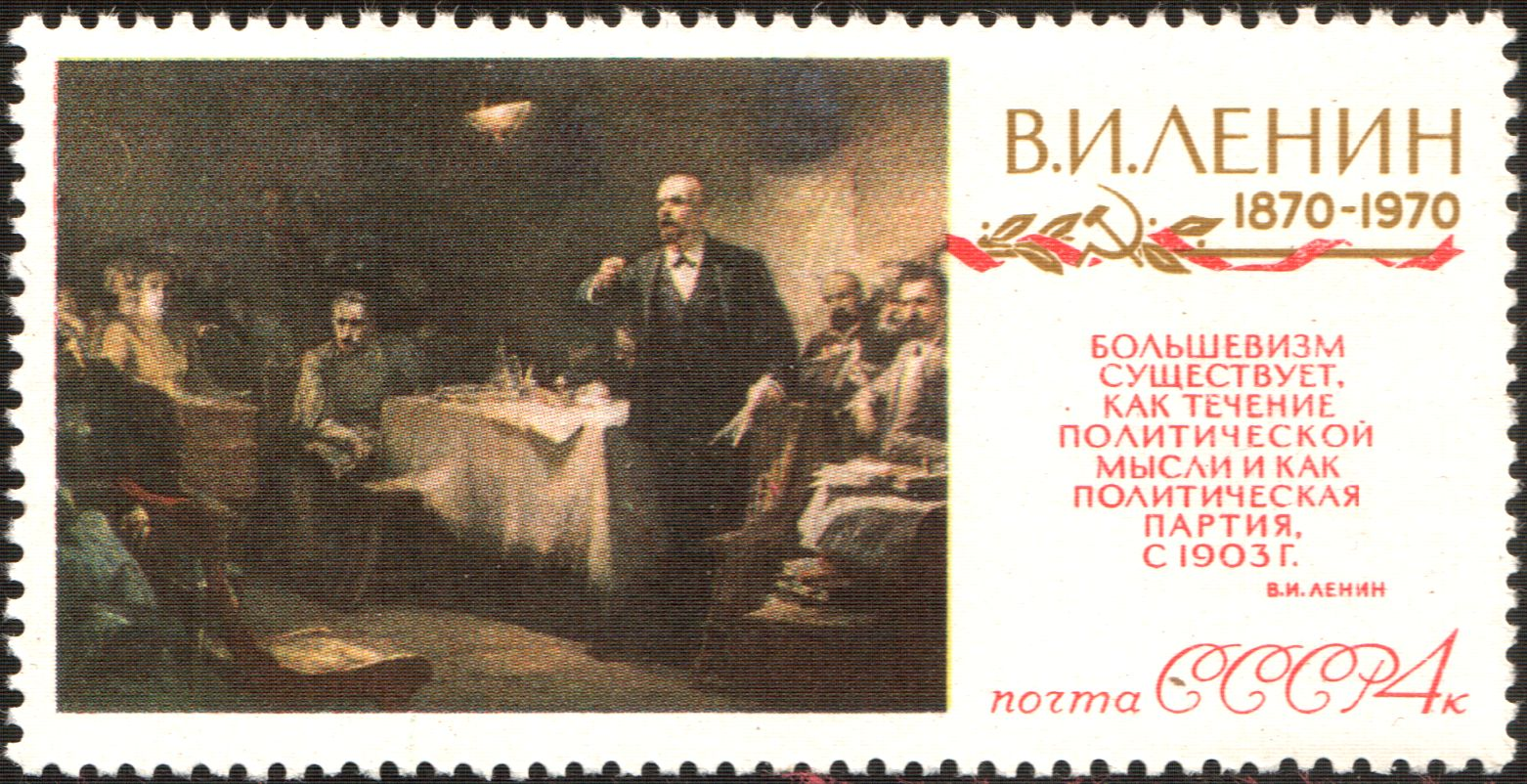
Марка СССР: «Второй съезд РСДРП» (по картине Юрия Виноградова). Серия: К 100-летию со дня рождения Владимира Ильича Ленина (1870—1924). Ленин в искусстве
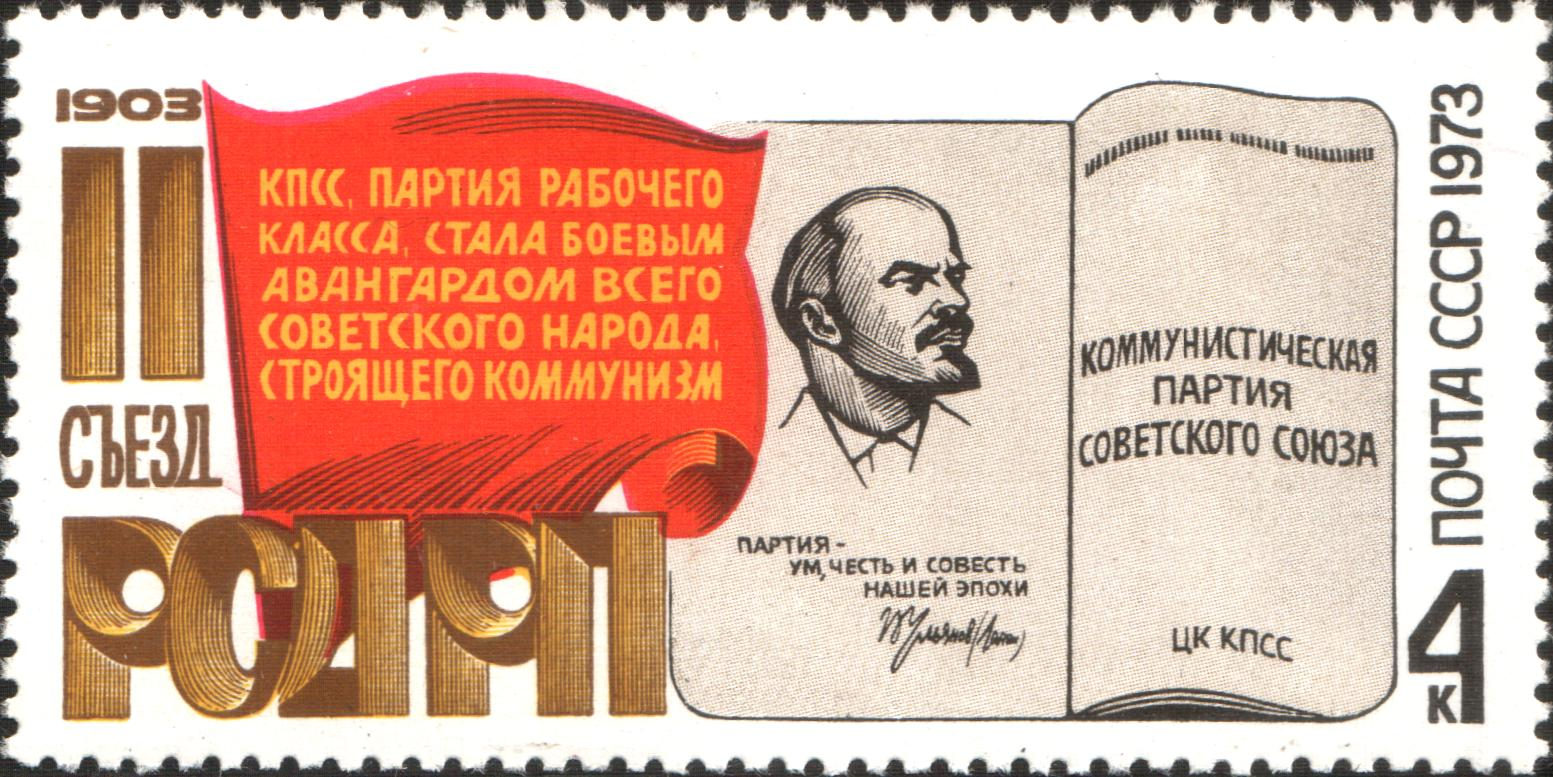
Почтовая марка СССР (1973)

## Смотри также
- Список делегатов II съезда РСДРП